# Bulbophyllum ciliipetalum
Bulbophyllum ciliipetalum är en orkidéart som beskrevs av Rudolf Schlechter. Bulbophyllum ciliipetalum ingår i släktet Bulbophyllum och familjen orkidéer. Inga underarter finns listade i Catalogue of Life.